# Ouchy (Métro Lausanne)
Die Station Ouchy ist die südliche Endstation der Linie m2 der Métro Lausanne und liegt im Quartier Ouchy am Ufer des Genfersees. Zwischen 1877 und 2006 war Ouchy die Endstation der Zahnradbahn Lausanne–Ouchy.

## Geschichte

### Talstation einer Standseil- bzw. einer Zahnradbahn
Anfänglich wurde der Verkehr zwischen dem Industriequartier Flon beziehungsweise dem Bahnhof Lausanne der SBB und dem Hafen in Ouchy von Pferdefuhrwerken abgewickelt, die jedoch den Anforderungen nicht mehr genügten. Aufgrund der grossen Höhenunterschiede standen Verkehrsmittel wie Strassenbahnen ausser Frage, man legte sich schliesslich auf den Bau einer Standseilbahn fest. 1874 wurde für diesen Zweck die Chemin de fer Lausanne-Ouchy gegründet.
1955 wurden die parallel zueinander führenden Standseilbahnen Flon–Ouchy und Flon–Gare CFF zu Zahnradbahnen umgebaut. Mit dieser kam erstmals der Begriff métro auf. Mittlerweile hat sich der Verkehr zwischen Ouchy und dem Lausanner Stadtzentrum in Richtung des Tourismus entwickelt, die CGN lebt beispielsweise fast ausschliesslich von diesem. Auch andere touristische Einrichtungen wie das Olympische Museum haben sich im Einzugsgebiet der Talstation Ouchy niedergelassen.

### Endstation einer U-Bahn-Linie
Am 24. September 2002 beschloss das Waadtländer Stimmvolk, dass die LO für am Ende 736 Millionen Franken in eine U-Bahn umgebaut würde und über Flon hinaus via Universitätsspital Lausanne (CHUV) nach Epalinges-Croisettes verlängert werden soll. Im Januar 2006 wurde die Zahnradbahn schliesslich stillgelegt.
Am 27. Oktober 2008 wurde der fahrplanmässige Betrieb auf der m2 aufgenommen. Als Schutzvorrichtungen umfasst die zweigleisige Station Ouchy seither Bahnsteigtüren.

## Verkehr
Ouchy wird von einer Linie der Métro Lausanne bedient, der m2, die als einzige U-Bahn-Linie des Netzes verkehrt. Die Station ist ein Kopfbahnhof, umfasst aber zwei Gleise, wobei die Züge abwechselnd abfahren. Die U-Bahn hat eine Betriebszeit von 5:22 Uhr bis 01:00 Uhr, innerhalb der Hauptverkehrszeiten verkehrt sie alle 6 Minuten, ansonsten im 10-Minuten-Takt.
Die nächstfolgende Station ist Jordils.